# HNLMS Matador (1879)
HNLMS Matador — монітор (за офіційною класифікацією таранний монітор, нід. rammonitor 1e klasse), побудований корабельнею «Феєнорд» у Східамі для Королівського флоту Нідерландів у 1870-х роках.

## Конструкція
Увійшов у стрій через рік після монітору «Драак». Від попередника відрізнявся дещо меншими розмірами (водотонажність 1968 тон проти 2198, осадка менша на 43 сантиметри) та товщиною броньового поясу (140—115 міліметрів проти 250—140 у «Драака»). Водночас обидва кораблі несли однакові гармати головного калібру 283 міліметрові Круппа у єдиній башті.

## Служба
Впродовж періоду слуби корабля не відбулося суттєвих подій, якщо не враховувати, що недостатньо морехідний корабель мало не потонув під час шторму, здійснюючи перехід до військово-морської бази Вілемсорд після свого завершення. Виключений зі списків флоту 1908 року, коли було прийнято рішення, що єдину можливу для старих моніторів роль — оборону узбережжя від легких кораблів противника зможуть виконати нові броньовані канонерські човни типу «Брініо».